# Roknia
Roknia là một đô thị thuộc tỉnh Guelma, Algérie. Dân số thời điểm năm 2002 là 10.114 người.